# 布拉肯峰

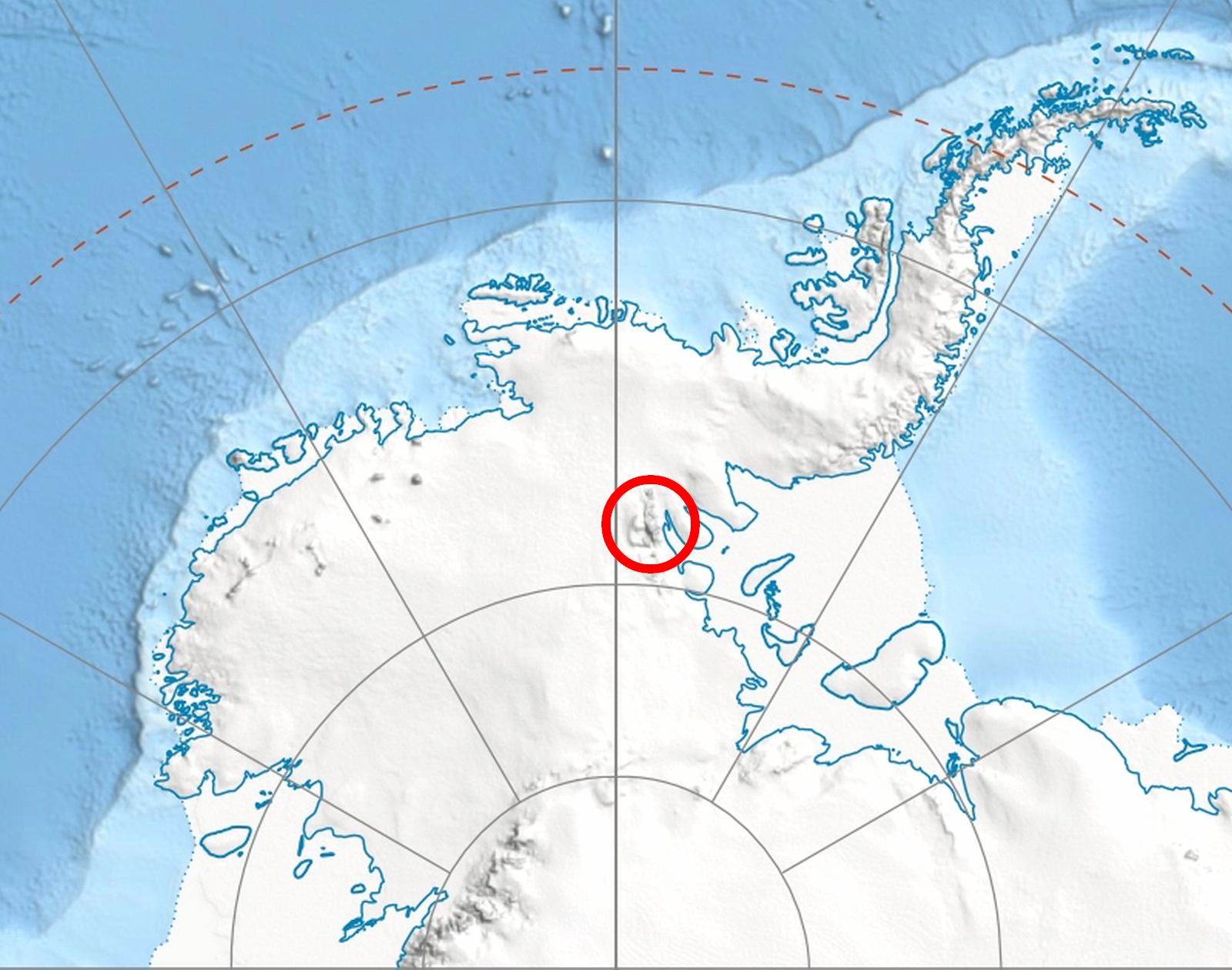

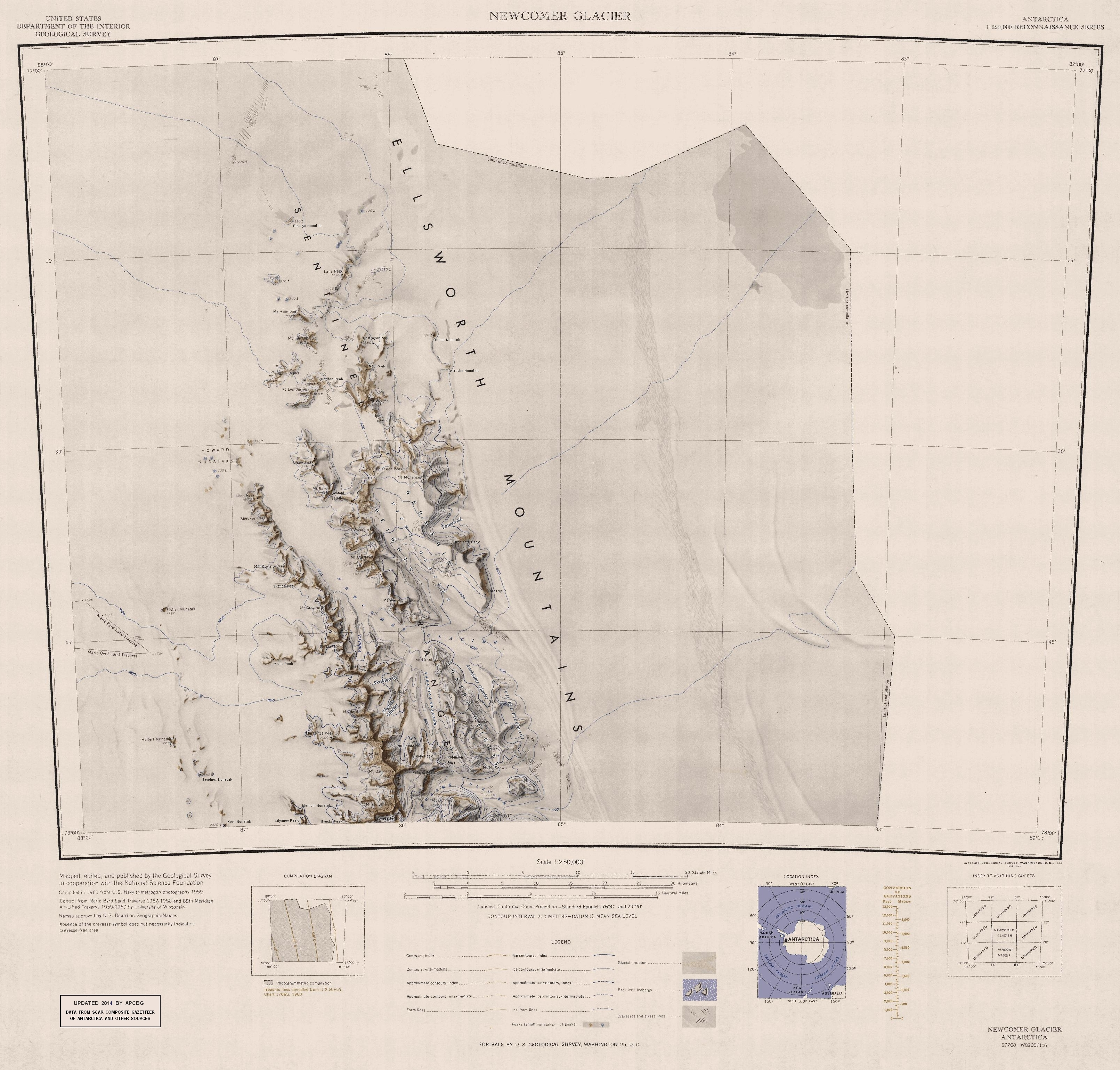

77°51′S 85°24′W / 77.850°S 85.400°W
布拉肯峰（英語：Bracken Peak）是南極洲的山峰，座標77°51′S 85°24′W，位於埃爾斯沃思地，處於馬隆山東南面5公里，海拔高度1,240米（4,070英尺），美國地質調查局根據測量和該國海軍的空中照片繪入地圖，現時由南極條約體系管理。